# Evelyn (Rose)
Die Rosensorte 'Evelyn', syn. 'Aussaucer' ist eine Englische Rose, die David Austin 1991 eingeführt hat. Sie ist ein Abkömmling von 'Graham Thomas' x 'Tamora'.
Die Rosensorte hat in Deutschland den Namen 'Apricot Parfait (Rose)'.
Evelyn ist eine der ungewöhnlichsten Rosen, die Austin gezüchtet hat. Die Blüten sind ungewöhnlich groß und öffnen sich zu einer vollendeten Schale gefüllt mit regelmäßig angeordneten Blütenblättern.
Die Farbe ist meist eine leuchtende Mischung aus Apricot und Gelb mit einem Hauch Rosa – zum Ende der Saison ändert sich die Farbe in Richtung rosa. Neben 'Gertrude Jekyll' ist Evelyn die (englische) Rose mit dem intensivsten Duft, daher haben die englischen Parfümhersteller Crabtree & Evelyn sich entschieden, diese Rose als ihr Markenzeichen zu verwenden.
Sehr fleißig blühend und remontierend.